# Проруски немири у Украјини 2014.
Од краја фебруара 2014. демонстрације проруских и антивладиних група одржавале су се у великим градовима широм источних и јужних региона Украјине, након покрета Евромајдана и украјинске револуције 2014. Током прве фазе немира, познате као „Руско пролеће“ (рус. Русская весна, романизовано: Russkaya Vesna), украјинска територија Крима је припојена Руској Федерацији након руске војне интервенције, и међународно критикован (на основу резолуције УН 68/262) кримски референдум. Протести у областима Доњецка и Луганска, које се обично називају регионом Донбаса, ескалирали су у оружану проруску сепаратистичку побуну, подржану координисаном политичком и војном кампањом против Украјине од стране Руске Федерације. Да би задржала контролу над јужном и источном Украјином, влада је покренула „Анти-терористичку операцију“ (АТО), пославши оружане снаге да угуше немире..

## Позадина
Украјину су захватили немири када је председник Виктор Јанукович одбио да потпише споразум о придруживању са Европском унијом 21. новембра 2013. године. Организовани политички покрет познат као „Евромајдан“ захтевао је ближе везе са Европском унијом и збацивање Јануковича. Овај покрет је на крају био успешан, а кулминирао је фебруарском револуцијом 2014. године, која је уклонила Јануковича и његову владу. Међутим, неки људи у претежно русофоној источној и јужној Украјини, традиционалним основама подршке Јануковичу и његовој Партији региона, нису одобравали револуцију и почели су да протестују у корист ближих веза са Русијом. На Криму су одржане разне демонстрације за напуштање Украјине и придруживање Руској Федерацији, што је довело до кримске кризе 2014. године.
Проруски активисти су 1. марта накратко заузели зграде регионалне државне администрације (РСА) у разним областима источне Украјине. До 11. марта сва заузећа су окончана, након што су јединице локалне полиције и Службе безбедности Украјине (СБУ) поново заузеле зграде. У Доњецку су протести у више наврата ескалирали у насиље, укључујући 13. марта, када је проукрајински демонстрант избоден на смрт. У Харкову, милитанти Патриота Украјине убили су демонстранта против Мајдана и пролазника у ноћи 15. марта, када су антимајдански демонстранти напали штаб Десног сектора у граду.
Међу учесницима протеста били су и руски држављани преко границе који су дошли да подрже напоре проруских активиста у Украјини. Гувернер Доњецке области Серхиј Тарута рекао је да су на скуповима у Доњецку били бивши осуђеници и други који су допутовали са Крима. Украјинска полиција и граничари одбили су више од 8.200 Руса да уђу у Украјину између 4. и 25. марта. Секретар Савета за националну безбедност и одбрану Андриј Парубиј је 27. марта рекао да је између 500 и 700 Руса дневно забрањено да уђе.
Дана 17. априла, током дванаестог програма Директне линије са Владимиром Путином, руски председник је признао употребу руских оружаних снага на Криму, заједно са кримским трупама за самоодбрану, али је демантовао тврдње украјинске владе, Европске уније и Сједињених Држава, да руске специјалне снаге подстичу немире у источној Украјини.

### Јавно мњење у Украјини
Анкета коју је спровео Кијевски међународни институт за социологију (КИИС) од 8. до 18. фебруара 2014. оценила је подршку унији са Русијом широм Украјине. Утврђено је да је укупно 12% анкетираних за унију са Русијом. 68,0% испитаника из четири испитана региона сложило се да Украјина треба да остане независна, уз одржавање пријатељских односа између Русије и Украјине.
Утврђено је да је подршка унији између Русије и Украјине много већа у одређеним областима:
- 41,0% Крим
- 33,2% Доњецка област
- 24,1% Луганска област
- 24,0% Одеска област
- 16,7% Запорошка област
- 15,1% Харковска област
- 13,8% Дњепропетровска област

Анкета Кијевског међународног института за социологију у априлу 2014. године у свим областима јужне и источне Украјине осим Крима (који је у то време већ била припојена Русији) показала је већинско противљење отцепљењу од Украјине и анексији Русије у свим овим областима. области – иако само незнатно већинско противљење овоме у Донбасу (Доњецка и Луганска област).
Противљење сецесији од Украјине и анексији од стране Русије (комбиновани проценат људи који се опредељују за опције „Радије, не“ и „Свакако, не, нећу“) имао је ове проценте у различитим јужним и источним украјинским областима:
- 51,9% Луганска област
- 52,2% Доњецка област
- 65,6% Харковска област
- 78,8% Одеска област
- 81,5% Запорошка област
- 84,1% Дњепропетровска област
- 84,6% Херсонска област
- 85,4% Николајевска област

У истраживању јавног мњења које је од 14. до 26. марта спровео Међународни републикански институт, 26–27% анкетираних у јужној и источној Украјини сматрало је протесте Евромајдана као државни удар. Само 5% испитаника у источној Украјини сматра да су људи који говоре руски „дефинитивно“ под притиском или претњом. 43% етничких Руса („дефинитивно“ или „пре“) подржало је одлуку Руске Федерације да пошаље своју војску да заштити грађане Украјине који говоре руски.
У анкети је 22% оних у јужној Украјини и 26% у источној Украјини подржало идеју федерализације земље; 69% јужњака и 53% источњака је подржало да Украјина остане као унитарна држава; а само 2% јужњака и 4% источњака је подржавало сепаратизам. 59 одсто анкетираних у источној Украјини желело би да се придружи царинској унији коју предводи Русија, док је само 22 одсто било за улазак у Европску унију. 37% јужњака би радије ушло у ову царинску унију, док је 29% било за улазак у ЕУ. 90% анкетираних у западној Украјини желело је да уђе у економску унију са ЕУ, док је само 4% било за царинску унију коју води Русија. Међу свим анкетираним Украјинцима, 34% се залаже за придруживање Северноатлантском савезу, док је 44% против придруживања. У источној Украјини и јужној Украјини само 14% односно 11% испитаника за улазак у НАТО, док се 67% у источној Украјини и 52% у јужној Украјини противи придруживању. 72% анкетираних у источној Украјини мислило је да земља иде у погрешном правцу, у поређењу са само 36% у западној Украјини.
Анкета коју је спровео Институт за друштвена истраживања и анализу политике анализирала је идентитет становника Доњецка. Док је подршка сепаратизму била ниска, нешто више од трећине анкетираних становника Доњецка се изјаснило као „грађани Украјине“. Више преферирани „становници Украјине који говоре руски“ или „становници Донбаса“. Иста анкета је показала да 66% анкетираних становника Доњецка подржава останак у јединственој Украјини, док 18,2% подржава прикључење Русији, а 4,7% подржава независност. Друга анкета спроведена од 26. до 29. марта показала је да 77% становника осуђује преузимање управних зграда, док 16% подржава такве поступке. Штавише, 40,8% грађана Доњецка је подржало митинге за јединство Украјине, док је 26,5% подржало проруске митинге. У другом истраживању које је КИИС спровео од 8. до 16. априла, велика већина није одобравала заузимање административних зграда од стране демонстраната. Више од 50 одсто анкетираних у јужној и источној Украјини сматрало је вршиоца дужности председника Александра Турчинова нелегитимним. Већина анкетираних у јужној и источној Украјини сматра да је разоружање и распуштање илегалних радикалних група од кључног значаја за очување националног јединства. 19,1% анкетираних у јужној и источној Украјини верује да Украјина треба да буде независна држава, 45,2% је за независну државу, али са децентрализацијом власти на регионе, али већина сматра да би Русија и Украјина требало да деле отворене границе без визних ограничења; За уједињење Украјине и Русије у јединствену државу било је 8,4 одсто. 15,4% је рекло да се залаже за отцепљење свог региона како би се придружио Руској Федерацији, а 24,8% је за то да Украјина постане федерација. Већина анкетираних изјавила је да им Русија није ништа привлачна, али они који су то учинили су то учинили из економских, а не културних разлога. Испитаници у јужној и источној Украјини углавном су подељени по питању легитимитета садашње владе и парламента, али се већина у свим регионима сложила да свргнути председник Виктор Јанукович није легални председник земље. У свим регионима осим Донбаса, проевромајдански олигарх Петро Порошенко је доминирао у прелиминарним изборним анкетама.
Свеобухватна анкета коју је 8. маја објавио истраживачки центар Пев, испитала је мишљења у Украјини и на Криму на тему немира. Анкета је спроведена након анексије Крима, али пре сукоба у Одеси 2. маја. 93% западњака и 70% источњака је рекло да желе да Украјина остане уједињена. Упркос међународним критикама референдума о статусу Крима од 16. марта, 91% анкетираних Кримљана сматра да је гласање било слободно и поштено, а 88% је рекло да би украјинска влада требало да призна резултате.

### Анти-Мајдан
Током Евромајданске револуције било је широко распрострањених извештаја да су про-Јануковичеви и проруски 'антимајдански' демонстранти плаћени за њихову подршку. Олексиј Харан, политиколог на Кијевско Мохиљанској академији у Кијеву, изјавио је да: „Људи на антимајдану се залажу само за новац. Влада користи ове најамнике да изазове отпор. Они неће ништа жртвовати“. Руски лидер екстремистичког Евроазијског савеза младих Олег Бахтијаров ухапшен је због, делимично, регрутовања изгредника за по 500 америчких долара да помогну у упаду у владине зграде. Министарство унутрашњих послова је 13. априла саопштило да је утврђено да регрути плаћају 500 америчких долара да би учествовали у нападима, и отприлике 40 америчких долара да би заузели зграде.
Извештаје о плаћеним демонстрантима подржали су члан Партије региона Володимир Ландик, први потпредседник владе Виталиј Јарема, новинар Серхиј Лешченко, и извештај који је објавила Организација за безбедност и Сарадња у Европи.

### Медијски портрет
Руски и украјински извори су се веома разликовали у начину на који су приказивали демонстранте. Милитанте који су заузели владине зграде у Доњецкој области су украјинска влада и западни медији доследно означавали као „сепаратисти“ и „терористи“, док су руски медији и званичници називани „присталицама федерализације“. Руски медији и сами милитанти су украјинску прелазну владу у Кијеву називали „Бандеровом хунтом“, позивајући се на украјинског националисту Степана Бандеру, а такође и као „фашисту“ и „националисту“. У украјинским медијима, „Колорадска буба“ (украјински: колорадськиј жук, романизовано: колорадськии зхук) коришћена је као погрдна реч за проруске демонстранте и милитанте, у вези са лентом Светог Ђорђа коју су носили. Почевши у руским медијима, талас немира је почео да се назива „руско пролеће“, референца и на Прашко пролеће 1968. и на арапско пролеће 2010–2011.

## Немири по регионима

### Крим
Почевши од 26. фебруара, проруске снаге, је накнадно потврдио Владимир Путин да су руске трупе, почео постепено да преузима контролу над Кримским полуострвом. За то време, питање придруживања Руској Федерацији је стављено на референдум, који је имао званичну излазност од 83 одсто и резултирао је са 96 одсто потврдних гласова, али су га осудиле ЕУ, Сједињене Државе, Украјина и званичнике кримских Татара као супротно украјинском уставу и међународном праву. Кримски парламент је 17. марта прогласио независност од Украјине и затражио да се придружи Руској Федерацији. Русија и Крим су 18. марта потписали уговор о приступању Републике Крим и Севастопоља Руској Федерацији. Уговор о приступању је ратификован 21. марта, а успостављање два нова конститутивна ентитета у Руској Федерацији обележено је салутацијом од 30 пушака према извршној наредби руског председника. Генерална скупштина Уједињених нација донела је необавезујућу резолуцију која је прогласила референдум неважећим, а прикључивање Крима Русији као незаконито.
До 1. априла, око 3.000 људи је напустило Крим након његове анексије. 80% оних који су побегли били су кримски Татари. Тимови Организације за европску безбедност и сарадњу у Ивано-Франковској области и области Чернивци помогли су интерно расељеним лицима која су се населила у западну Украјину са Крима. Број избеглица, првенствено кримских Татара, наставио је да расте, а до 20. маја Канцеларија Високог комесаријата Уједињених нација за избеглице (УНХЦР) саопштила је да је око 10.000 људи расељено.

### Доњецка област
Проруски демонстранти заузели су зграду регионалне државне администрације у Доњецку од 1. до 6. марта, пре него што их је уклонила Служба безбедности Украјине.
Дан 13. март обележили су насилни сукоби промајданских и антимајданских демонстраната у Доњецку. Велика група демонстраната против Мајдана пробила је полицијски кордон и почела да напада мању промајданску демонстрацију. У интервјуима са посматрачима ОЕБС-а, посматрачи су описали како је група од тридесетак промајданских демонстраната „била принуђена да потражи склониште у полицијском аутобусу који су опколили нападачи против Мајдана“. Прозори на аутобусу су „разбијени, а унутра је распршен надражујући гас, приморавајући групу да изађе из аутобуса, где су потом подвргнути премлаћивању и вербалном злостављању“. У извештају ОЕБС-а се наводи да „полицијске снаге” нису „предузеле адекватне мере да заштите промајданску скупштину”, и да се „могло приметити како се према демонстрантима против Мајдана понашају на повољан начин”. Демонстранти против Мајдана убили су локалног промајданског активисту током сукоба. Након овог дана насиља, испитаници су рекли ОЕБС-у да су становници Доњецка одлучили да не организују мирније промајданске демонстрације, „из страха за своју безбедност“.
У недељу, 6. априла, проруски демонстранти одржали су митинг у Доњецку тражећи референдум о независности. Група од 1.000 демонстраната одвојила се од гомиле и упала у зграду РСА, а полиција је пружила мали отпор. Затим су заузели зграду и подигли руску заставу над њом док су људи напољу скандирали „Русија, Русија“. 100 људи је наставило да се забарикадира у згради.
Сепаратисти су захтевали да, уколико званичници не одрже ванредну седницу, најављујући референдум за прикључење Русији, прогласе једнострану контролу формирањем „Народног мандата“ у подне 7. априла и разреше све изабране чланове савета и посланике. Људи који су гласали унутар РСА нису бирани на функције које су преузели. Према Информационо-телеграфској агенцији Русије, декларацију су изгласали поједини регионални законодавци, међутим други извештаји говоре да ни градска управа Доњецка, ни локални округи у градским насељима нису делегирали ниједног представника на седницу. Према украјинској влади, заузимање зграда РСА од стране проруских снага било је део „скрипте“ која је „написана у Руској Федерацији“ да дестабилизује Украјину, коју је спровело „око 1.500 радикала у сваком региону који су јасно говорили руски акценти“.
Лидери сепаратистичке групе Доњецка република су 6. априла најавили да ће се референдум о томе да ли Доњецка област треба „придружити Руској Федерацији“ одржати „најкасније до 11. маја 2014. године“. Поред тога, лидери групе су рекли да ће бити одржани 6. априла и апеловао на руског председника Владимира Путина да пошаље руске мировне снаге у регион The group has been banned in Ukraine since 2007. The group's leader, Andrei Purgin, was arrested weeks prior on charges of separatism.. Група је забрањена у Украјини од 2007. Вођа групе, Андреј Пургин, ухапшен је неколико недеља раније под оптужбом за сепаратизам. Политички лидер државе је самопроглашени народни гувернер Павел Губарев, бивши члан Прогресивне социјалистичке партије Украјине који је такође тренутно ухапшен под оптужбом за сепаратизам.
Као одговор на те акције, вршилац дужности украјинског председника Олександр Турчинов је обећао да ће покренути велику противтерористичку операцију против сепаратистичких покрета у источним регионима земље. Касније тог дана, канцеларију СБУ у Доњецку поново је заузела СБУ Алфа група. Јединица украјинских специјалних снага коју је предводио потпредседник украјинске владе за спровођење закона Виталиј Јарема, која је требало да поврати контролу над зградом Доњецке РСА, међутим, одбила је да упадне у њу и уклони сепаратисте. Турчинов је понудио амнестију сепаратистима ако положе оружје и предају се, а такође је понудио уступке који су укључивали преношење власти на регионе и законску заштиту руског језика. Многи у Доњецку су изразили неодобравање према акцијама сепаратиста.

#### Заузимање владиних зграда
Дана 12. априла, група маскираних милитаната, која је формирана на Криму и коју је предводио бивши официр руских безбедносних служби Игор Гиркин, заузела је зграду Извршног комитета, полицијску управу и канцеларију СБУ у Славјанску, граду на северу део Доњецке области. Украјински министар унутрашњих послова Арсен Аваков означио је нападаче као „терористе“ и заклео се да ће искористити украјинске специјалне снаге да поново заузму зграду.
Заплене полицијских станица и других владиних зграда од стране наоружаних сепаратистичких група такође су се десиле у другим градовима у Доњецкој области, укључујући сам Доњецк, Краматорск, Дружковку, Горловку, Мариупољ и Јенакијев. Прелазни украјински председник Олександар Турчинов покренуо је војну операцију „антитероризма“ у пуном обиму како би повратио зграде.
Виталиј Јарема је рекао да јединице руских специјалних снага, укључујући 45. падобрански гардијски пук који се обично налази у близини Москве, делују на украјинској територији у градовима Краматорск и Славјанск. Речено је да је 16. априла број руских специјалних снага био 450.
До 16. априла, 'антитерористичка' операција коју је спроводила украјинска влада у Доњецкој области наишла је на камен спотицања. Демонстранти су запленили украјинска оклопна возила у Краматорску, а војнике су послали у Славјанску.
Током ноћи 16. априла, око 300 проруских демонстраната напало је украјинску војну јединицу у Мариупољу, бацајући бензинске бомбе. Министар унутрашњих послова Арсен Аваков рекао је да су војници били приморани да отворе ватру, што је резултирало убиством тројице нападача.
Женевска изјава од 17. априла није резултирала престанком заузимања зграда владе у Доњецкој области. Две проруске групе у Мариупољу рекле су да су се „осећале издано“ акцијом предузетом у Женеви. Примирје проглашено за Ускршњу недељу прекинуто је нападом на контролни пункт сепаратиста у Славјанску, што је додатно подстакло тензије.
Ситуација је и 23. априла остала напета, док је заузимање владиних зграда трајало широм региона. Посматрачи ОЕБС-а су приметили да су зграда градске управе, зграда СБУ и полицијска станица у Славјанску и даље снажно утврђене наоружаним групама мушкараца са маскама и аутоматским оружјем. Град је остао миран, без протеста. Међутим, посматрачи су сматрали да је град и даље под строгим надзором, како људи у униформама и маскама, тако и многих у цивилу. Један становник је рекао да се људи у Славјанску плаше да разговарају о свом мишљењу о окупаторима.
Дана 24. априла, украјинске снаге су извршиле серију 'истражних напада' на Славјанск против побуњеника. Самопроглашени сепаратистички градоначелник града Вјачеслав Пономарјов је у одговору изјавио да ћемо „направити Стаљинград од овог града“. Украјинска влада је тада 25. априла изјавила да ће „потпуно блокирати град Славјанск“ и наставити са „антитерористичком“ операцијом. Усред растућих тензија, сепаратисти у Славјанску су притворили седам међународних посматрача у војној верификационој мисији ОЕБС-а у Украјини, који су путовали у град аутобусом, заједно са возачем аутобуса и петоро украјинских војника у пратњи. Новинари су држани у окупираној згради СБУ. Приступ граду је остао неограничен упркос наводној блокади украјинске војске, са сепаратистичким барикадама на којима је било мање људи него претходних дана. Локално становништво је изјавило да сепаратистичка администрација у Славјанску није пружала административне услуге грађанима.
Леци које је објавила Доњецка Народна Република дистрибуирани су 26. априла, у којима су грађани обавештени о референдуму о питању да ли подржавају или не проглашење „државног суверенитета“ од стране Републике који ће се одржати 11. маја. Ујутру следећег дана, два члана специјалне посматрачке мисије ОЕБС-а задржала је група ненаоружаних људи из Народне милиције Донбаса у Јенакијеву. Одведени су у окупирану градску већницу, испитани, а затим пуштени након што је писмо које је послала канцеларија мисије у Кијеву потврдило акредитације посматрача. Велики провладин митинг у граду Доњецк је марширао у знак протеста против насиља у Доњецкој области и покушаја атентата на градоначелника Харкова Хенадија Кернеса 28. априла. Митинг су брзо и насилно прекинули сепаратисти наоружани бејзбол палицама, гвозденим шипкама, петардама и штитовима.

#### Друга контраофанзива
Нова контраофанзива владиних снага на Славјанск током раног јутра 2. маја резултирала је обарањем два владина хеликоптера и неким жртвама на обе стране. Као резултат тога, украјинске снаге су преузеле контролу над свим сепаратистичким контролним пунктовима и половином града. Председник Олександар Турчинов је рекао да су многи сепаратисти „убијени, повређени и ухапшени“. Следећег дана у раним јутарњим часовима, контраофанзива је потом усмерена на Краматорск и Андријевку. Озбиљне борбе су довеле до тога да су владине снаге поново заузеле заузете зграде у Краматорску, а наводно је најмање десет сепаратиста убијено у Андријевки.
Како су се борбе наставиле у Доњецкој области, Вјачеслав Пономарјов је 3. маја ослободио све међународне војне посматраче који су били држани у Славјанску. Истог дана, демонстранти у граду Доњецку упали су и заузели председавајућег приватне пословне канцеларије регионалне владе и зграду СБУ, разбијајући прозоре и пљачкајући досијее као чин освете за сукобе у Одеси.
Краматорск су поново окупирали милитанти 4. маја, а у Славјанску су 5. маја обновљене борбе, које су резултирале смрћу четири украјинска војника. Од 5. маја у Маријупољу су се водиле жестоке борбе. На плакатима на окупираној градској управи пише „ОЕБС напоље“ или „ОЕБС вараш“. Као део контраофанзиве, владине снаге су поново заузеле зграду 7. маја, али су је потом напустиле, омогућавајући сепаратистима да је брзо поново заузму.
Заузете зграде у Доњецку су биле снажно утврђене до 6. маја, а међународни аеродром Доњецк је био затворен за сав саобраћај. Регионални телевизијски центар је остао окупиран од тридесетак камуфлираних побуњеника са АК-47. Испред зграде је био паркиран БТР-70, заједно са барикадама од џакова песка и гума. Слично присуство је уочено и у згради РСА.
Руски председник Владимир Путин је 7. маја затражио од сепаратиста да одложе планирани референдум о статусу Доњецка за 11. мај. Денис Пушилин, лидер Доњецке Народне Републике, рекао је да референдум неће бити одложен. Као одговор, украјински прелазни премијер Арсениј Јацењук се осврнуо на Путинове речи „врући ваздух“ и обећао да ће се контраофанзива у Доњецку наставити.
Велики окршај је избио у Мариупољу 9. маја, када су владине трупе извршиле напад на полицијску станицу у граду, што је резултирало убиством најмање двадесет људи. Украјинска влада их је описала као „милитанте“ и „терористе“, иако су неки локални становници рекли да су били ненаоружани демонстранти.

#### Референдум
Спорни референдум о статусу Доњецке области одржан је 11. маја. Према речима представника Доњецке Народне Републике, 89% је гласало за самоуправу, а 10% против. Речено је да је излазност била 75%. Посматрачи ОЕБС-а нису посматрали референдум, јер је ситуација у Доњецку после сукоба у Мариупољу била „нестабилна“, што их је приморало да ограниче своје операције у региону. Након објављивања резултата, лидер Републике Денис Пушилин је рекао да ће се „све украјинске војне трупе у региону сматрати окупаторским снагама“. Као одговор на уочену слабост украјинске војске, неки Украјинци који се супротстављају побуњеницима формирали су „Добровољачки батаљон Донбас“, по узору на украјинске партизанске групе које су се бориле против Немачког Рајха и Совјетског Савеза током Другог светског рата.
Челичани и обезбеђење из Метинвеста, заједно са локалном полицијом, започели су заједничке патроле у граду Маријупољу 15. маја. Ове групе су истерале устанике из зграда које су заузимале. Представник маријупољских присталица Доњецке Народне Републике, Денис Кузменко, био је учесник у договору који је довео до овог напуштања зграда од стране побуњеника, али је локални командант тих побуњеника који су окупирали зграду рекао да је „неко покушава да сеје раздор међу нама, неко је нешто потписао, али ми ћемо наставити своју борбу“, и да су „сви побегли“. Могли су се видети челичани како уклањају барикаде из центра града, а такође чисте запаљену зграду градске управе. До јутра 16. маја, новинари Асошиејтед преса нису могли да пронађу никакве трагове побуњеника у центру града Маријупоља. Међутим, 16. маја изгледало је да сепаратисти нису протерани из града, пошто су извештачи Вашингтон поста рекли да се око стотину проруских активиста окупило на степеницама зграде градске управе и да је сепаратистичка застава наставила да се вијори преко тога.
Ринат Ахметов, олигарх и власник Метинвеста, позвао је на ненасилне протесте против сепаратиста у Донбасу 19. маја. Као одговор на овај позив, аутомобили су се окупили испред зграде Доњецке РСА и непрестано трубили. Посматрачи ОЕБС-а рекли су да су неки старији људи гађали аутомобиле каменицама и флашама са водом док су пролазили поред РСА. Друга група од тридесетак људи изван РСА скандирала је слоган „Ахметов је непријатељ народа“ држећи транспаренте на којима је писало „Ахметов је лопов и присталица фашизма“ и „Јеси ли ти роб Ахметова?“
Конфедералну државу Новоросију прогласио је Павел Губарев 22. маја, укључујући и Доњецку Народну Републику и Луганску Народну Републику. „Новорусија“ (рус. Новороссия) се враћа на термин који је Руска империја користила за означавање модерне источне и јужне Украјине. Неколико дана касније, 26. маја, избила је жестока битка између сепаратистичких побуњеника који су имали контролу над Међународним аеродромом Доњецк и украјинских владиних снага. У борбама је убијено око педесет побуњеника, што је резултирало губитком контроле над аеродромом. Чеченске паравојне формације, заједно са осталима из Русије, бориле су се против украјинских снага током битке. Према речима Артура Гаспаријана, припадника побуњеничке јединице која је држала аеродром, највећи део губитака сепаратиста нанео је пријатељска ватра.
Припадници батаљона Восток, проруске побуњеничке групе која се борила против украјинских снага на аеродрому, преузели су контролу над зградом Доњецке РСА 28. маја и сменили вође Доњецке Народне Републике. Учесници акције су рекли да је то „хитна мера“ да се заустави „нагли пораст пљачке и криминала, као и нереда у руководству“. Виђени су како чисте барикаде и смеће које су оставили они који су претходно контролисали зграду.

#### Наставак борбе
Борбе су настављене током јуна месеца. Као део мировног плана украјинског председника Петра Порошенка од петнаест тачака, прекид ватре који се често кршио трајао је од 20. јуна до 30. јуна. Обновљена владина офанзива након што је прекинуто примирје довела је до великих губитака за сепаратисте, приморавајући их да се повуку из северне Доњецке области, укључујући многе градове који су били под њиховом контролом од априла, као што су Славјанск, Дружкивка, Костјантиновка и Краматорск.  Тешке борбе су настављене и наредних месеци, све до потписивања Минског протокола почетком септембра, којим је успостављен прекид ватре.

#### Напади на новинаре
Било је више напада на новинаре од стране припадника сепаратиста у Доњецку. Дана 10. априла, демонстранти испред доњецке РСА напали су белоруске новинаре јер говоре белоруски језик, а не руски; Украјински новинари су били приморани да говоре руски како би избегли љутњу на проруске демонстранте. Према Кијев Посту, они су напали и новинаре Раша Тудеј, али РТ није пренео причу. Неколико дана касније, 12. априла, група од 150 људи подржала је наоружане милитанте испред полицијске станице у Славјанску који су били непријатељски расположени према новинарима, говорећи им да се „врате у Кијев“.
Непознати мушкарац запалио је аутомобил главног уредника Вести Донбаса. Уредник је добијао анонимне претње од сепаратиста. 19. априла, запаљене су канцеларије локалних новина Про Город у Торезу, 80 km (50 mi) југоисточно од Доњецка.
Сепаратисти су 23. априла запалили канцеларије листа Провинција у Костјантиновки, након што су претходно малтретирали особље новина и означили их као припаднике 'покрета Десног сектора'. Степан Чирич, белоруски репортер руског НТВ канала нестао је у Дњепропетровској области. Други новинар, Евгениј Гапич, фотограф листа Репортер из Ивано-Франковска, нестао је у Горловки. Не зна се где се налази, али наводно су га сепаратистичке снаге држале у притвору у Славјанску. Штавише, Симона Островског, новинара Вице Невса, ухватили су неидентификовани људи у униформи у Славјанску и пуштени после четири дана. Британског новинара Грема Филипса заробили су и сепаратисти и украјинска војска.
У извештају Хјуман рајтс воч-а критикована је украјинска влада због „серијских хапшења руских новинара у Украјини“.

### Луганска област
У знак протеста против предложеног укидања закона о регионалном језику, регионална администрација Луганске области гласала је да захтева да руски језик добије статус званичног језика. Они су такође тражили заустављање прогона бивших официра Беркута, разоружавање јединица самоодбране Мајдана и забрану низа екстремно десних политичких организација, попут Свобода и УНА-УНСО. У случају да власти не испуне захтеве, Областна управа је задржала „право да затражи помоћ од братског народа Руске Федерације“.
Зграде владе у Луганску су више пута заузимане. Мирне промајданске демонстрације на Тргу хероја, испред зграде градске управе Луганска, напале су противмајданске контрадемонстранте 9. марта. Нападачи су затим упали у зграду и заузели је, али су их владине снаге брзо уклониле. Локални штаб Службе безбедности Украјине (СБУ) заузет је 6. априла, заједно са оружарном СБУ од преко 300 митраљеза. Проруски активисти су 8. априла 2014. разговарали о плановима за „Луганску парламентарну Републику“. 1.500 је било укључено у заузимање зграде. Окупатори су себе називали Војска Југоистока (рус. Армиа Уго-Востока). Према писању Гардијана, међу особљем су бивши припадници специјалне полиције Беркут.
Расположење је у Луганску 14. априла остало напето. Током јутра, на улазу у зграду СБУ примећено је до 300 особа. Није било назнака да ће проруски демонстранти у Луганску усвојити услове Женевске изјаве о Украјини, а демонстрације су настављене. Они који су заузели зграду СБУ рекли су посматрачима ОЕБС-а 20. априла да ће се демобилисати када присталице Евромајдана напусте заузете зграде у Кијеву. Посматрачи су такође наишли на блокаду пута у близини села Рајгородка, у Новоајдарском округу. У њему је било десетак људи у цивилу, укључујући локалног православног свештеника. Они су изјавили да су 14. априла поставили блокаду на путу како би заштитили своје село од било каквих упада сепаратиста. Командант украјинске војске је указао да до сада није било инцидената на барикади, али да су током ноћи примећене непознате наоружане особе како јој се приближавају.
Митинг испред зграде СБУ за избор 'народне владе' у Луганску одржан је 21. априла. На митингу, демонстранти су позвали на референдум 11. маја о статусу Луганске области са три опције: бити део украјинске Федерације, придружити се Руској Федерацији или остати део унитарне Украјине. На врхунцу митинга примећено је око 1.500 учесника. Лидери митинга су рекли да нису сепаратисти и тражили су мирно решење које би омогућило да Луганск остане у саставу Украјине.
Посматрачка мисија ОЕБС-а је известила да је ситуација у Луганску 23. априла била „стабилна“, а да је подручје око окупиране зграде СБУ било „мирно“. Посматрачи су се састали са представницима невладине организације који су рекли да су 21. априла били заточени шест сати у згради и да је у њој тада било око 100 мушкараца у необележеним униформама са митраљезима.

#### Ескалација
Неколико стотина демонстраната који су се окупили испред окупиране зграде СБУ прогласили су „Луганску Народну Републику“ 27. априла. Они су захтевали да украјинска влада амнестије све демонстранте, уведе руски као службени језик и одржи референдум о статусу региона. Они су поставили ултиматум у којем је стајало да ће, ако Кијев не испуни њихове захтеве до 14:00 сати 29. априла, покренути побуну у тандему са побуном Доњецке Народне Републике.
Пошто ови захтеви нису испуњени, 2.000 до 3.000 демонстраната упало је 29. априла у зграду РСА у Луганску. Раније је на мети била само зграда СБУ. Зграда је споља била незаштићена, али се група интервентне полиције суочила са демонстрантима у унутрашњем дворишту зграде. Дошло је до кратког сукоба, али полиција није учинила ништа да заустави демонстранте. Над зградом је подигнута руска застава. Касније је заплењено још неколико зграда, укључујући полицијску станицу и локално тужилаштво. Двадесет наоружаних сепаратиста пуцало је из митраљеза на полицијску станицу да би натерало полицајце да се предају. Председник Олександер Турчинов је одговорио на губитак зграда захтевајући хитну оставку шефова полиције у Доњецку и Луганску. До 2. маја, међутим, проруски демонстранти који су заузели градско веће и телевизијски центар су отишли, а тужилаштво је ослобођено након преговора између власти и сепаратиста.
Следећег дана, међутим, лидер сепаратиста и самопроглашени градоначелник Луганска Валериј Болотов најавио је формирање „Југоисточне армије“ која ће марширати на Кијев. Болотов је такође прогласио ванредно стање, увео полицијски час, забрану политичких партија и мандат да му локални службеници за спровођење закона полажу заклетву на верност. Он је у видео изјави рекао: „У случају да ово не будете пратили, бићете проглашени издајницима Луганска и против вас ће бити предузете ратне мере“.
Тешко оклопно возило ГАЗ Тигр са амблемом Либерално-демократске партије Русије виђено је паркирано испред зграде РСА 8. маја, заједно са људима у војној опреми и јуришним пушкама. У разговору са посматрачима ОЕБС-а, заменик гувернера Луганске области је рекао да се „безбедносна ситуација у региону погоршава због активности сепаратиста и криминалних група“. Чланови специјалне посматрачке мисије ОЕБС-а су касније заустављени на „илегалним“ контролном пункту у близини села Шчастја и задржани три сата пре него што су пуштени.

#### Референдум
Спорни референдум о статусу Луганске области одржан је 11. маја. Према РИА Новостима, 96,2% гласало је за самоуправу. Валериј Болотов, лидер Републике, прогласио је „ванредно стање“ 22. маја. Посматрачи ОЕБС-а су рекли да је око 70% „продавница, кафића и банака“ затворено у центру града Луганска. За оне радње које су још биле отворене, говорило се да су распродате од неких потрепштина, а горива није било. Полиција је била потпуно одсутна.
Конфедералну државу Новоросију је прогласио Павел Губарев 22. маја, укључујући и Доњецку Народну Републику и Луганску Народну Републику. „Новорусија“ се враћа на термин који је Руска Империја користила за модерну источну и јужну Украјину.
Експлозије су погодиле зграду РСА у Луганску 2. јуна, при чему је погинуло осам људи, а рањено двадесет осам. Руски медији јавили су да су експлозије изазване ваздушним ударом украјинских владиних снага. Званичници украјинске владе су то негирали и рекли да су побуњеници сами на себе испалили противваздушну ракету. Следећег дана, специјална посматрачка мисија ОЕБС-а је саопштила да су на основу „ограниченог посматрања” „удари били резултат ненавођених ракета испаљених из авиона” . Истрага ЦНН-а пронашла је јасне доказе да су детонације дошле из ваздуха, а узорак кратера сугерисао је да се користи стандардна опрема на Су-25, борбеном ловцу и Су-27 — оба борбена авиона којима управља Украјина . Анализа Радио Либерте такође је закључила да „упркос порицањима, сви докази о смртоносној експлозији упућују на Кијев“. Тешке борбе у региону настављене су и наредних месеци, све до потписивања Минског протокола почетком септембра, којим је успостављен прекид ватре.

### Харковска област
Протести су одржани и у Харковској области, а тамошња зграда регионалне државне администрације била је више пута окупирана.
Немири су први пут захватили град Харков 22. фебруара 2014, када су демонстранти Евромајдана заузели зграду регионалне државне администрације у Харкову (РСА). Касније тог дана, неколико хиљада демонстраната је спотакнуло да сруши статуу Владимира Лењина која је стајала наспрам зграде РСА на Тргу слободе. Неколико таксиста бранило је споменик, ранивши неколико демонстраната. До следећег дана, неколико хиљада проруских демонстраната окупило се на тргу да заштите статуу. Око њега су поставили ограду. Тада је гувернер Харковске области Михаил Добкин одржао говор браниоцима статуе, рекавши да је статуа „симбол нашег града… оставићемо је овде и бранићемо је“. Локална полиција држала је демонстранте Евромајдана и Антимајдана одвојено до 1. марта. Тог дана, проруски активисти су упали у зграду РСА, напали активисте Евромајдана који су је окупирали и подигли руску заставу над зградом. Неки од демонстраната били су држављани Русије који су допутовали у Харков из Русије. Према писању локалних медија, 2.000 Руса довезено је аутобусима са руским таблицама у Харков да учествују у упаду у зграду РСА. Руске активистичке организације потврдиле су да су послале Русе на „мирне протесте” у Харкову. Полиција је повратила контролу над зградом до вечери истог дана и заменила руску заставу заставом Украјине.
Демонстрације проруских и проукрајинских активиста у Харкову настављене су током марта месеца. То су укључивали проруске скупове до 5.000 људи и проукрајинске скупове до 10.000 људи. Упркос томе, град је остао релативно миран до 15. марта, када су две особе убијене у пуцњави између украјинских националиста и проруских активиста. Следећег дана, проруски активисти су упали у украјински културни центар у Харкову, уклонили књиге написане на украјинском језику и спалили их на улици напољу.
Проруски демонстранти упали су и заузели зграду РСА 6. априла. Следећег дана, демонстранти у окупираној згради РСА једнострано су прогласили независност од Украјине као „Народна Република Харков“. Сумње у вези са локалним пореклом демонстраната су се појавиле након што су у почетку упали у оперско и балетско позориште верујући да је то градска већница. До 8. априла, украјинске специјалне снаге су поново заузеле зграду РСА, а седамдесет демонстраната је ухапшено. 1.000 проруских демонстраната вратило се у зграду РСА 13. априла и окупило се око ње, а неки су ушли. Ови демонстранти су се потом сакрили у згради са градоначелником Харкова Хенадијем Кернесом. Касније током дана, Кернес је изјавио да подржава референдум о аутономији и амнестију за ухапшене сепаратисте из Харкова. Најмање педесет провладиних демонстраната, који су истовремено одржавали демонстрације, тешко је претучено у нападима проруских демонстраната. Чули су се пуцњи и експлозије граната. На снимцима се види како троје крвавих људи држе на степеништу станице метроа, а сепаратисти им прилазе, ударају их ногама и вичу „нису људи!“
Према извештају посматрачке мисије Организације за европску безбедност и сарадњу (ОЕБС) од 19. априла, од 13. априла није виђен ниједан демонстрант испред зграде РСА. На седници Апелационог суда града Харкова 17. априла, одлучено је да ће 43 од 65 демонстраната које су власти ухапсиле након преузимања зграде РСА 8. и 9. априла остати у притвору. За још 16 казне су преиначене у кућни притвор. Тројица притвореника пуштена су уз кауцију, док су тројица преосталих раније били осуђени на кућни притвор.
Харков је остао миран током викенда од 19. до 20. априла, иако је мали, миран проруски протест одржан на Тргу слободе. Демонстрације су настављене на Тргу слободе, а 21. априла се окупило 500 људи да изаберу „народну владу“. Погоршање економских услова у Украјини учесници су навели као подстицај демонстрацијама. Они су позвали на оставку градоначелника и тужиоца, као и на повратак Виктора Јануковича. Владимир Варшавски је изабран за „народног гувернера“.
Мирнији скупови одржани су ујутру 23. априла, а демонстрације против владе и провладине одржане су у центру града Харкова. Сваком митингу је присуствовало око 400 људи. Око 150 антивладиних демонстраната окупило се испред зграде градског већа на Тргу устава истовремено са скуповима. Касније тог дана, преко 7.000 становника одржало је митинг на истом месту у знак подршке јединству и територијалном интегритету Украјине. Свеукупна ситуација у Харкову је остала мирна, иако је полиција и даље у стању приправности. Мала група интервентне полиције је виђена како чува зграду РСА 25. априла, иако се чинило да је присуство полиције у целом граду знатно смањено.
Супарничке демонстрације присталица и противника унитарне украјинске државе догодиле су се 27. априла у граду Харкову. То је резултирало сукобима између око 400 противника и 500 до 600 присталица украјинске владе. Покушаји полиције да угуши немире нису били успешни.

#### Снимање Хенадија Кернеса
Градоначелник Харкова, Хенадиј Кернес, упуцан је у леђа док је возио бицикл 28. априла 2014. године.. Речено је да је у "тешком, али стабилном" стању. Кернес је био познат као упорни противник Евромајдана. Међутим, он је такође изјавио да не подржава проруску побуну и да је подржао уједињену Украјину. Михаил Добкин, бивши гувернер Харковске области и потенцијални кандидат за председника Украјине, рекао је „Желите да знате моје мишљење, пуцали су не на Кернеса, већ на Харков“, и рекао да је пуцњава покушај да се дестабилизује оно што је иначе било релативно миран регион.

#### Даљи протести
Харков се вратио у релативно мирно стање до 30. априла, где посматрачи ОЕБС-а нису приметили никакве скупове. Мање демонстрације око четири стотине сепаратиста одржане су на Тргу слободе 4. маја. На Тргу слободе и око њега остало је значајно појачано присуство полиције. Истог дана, планирани митинг проукрајинских група јединства отказан је због забринутости за потенцијалне сукобе након катастрофе у Одеси.
Демонстрације „противника украјинског јединства“ са руским и совјетским заставама одржане су испред руског и пољског конзулата у граду Харкову 26. маја. Ови демонстранти покренули су петиције за које су рекли да их је потписало 1.500 људи из Харкова, у којима се позивају ЕУ и Русија да не признају резултате украјинских председничких избора 25. маја. Они су такође изразили противљење војним операцијама украјинске владе у Доњецкој области. Градоначелник Генадиј Кернес вратио се у град Харков 16. јуна, након што је био на лечењу у Израелу. Градска управа обезбедила је аутобусе за око 1.000 људи који су дошли да га дочекају по повратку.
Демонстрације сличне онима које су одржане 26. маја настављене су током целог јуна. Једна таква демонстрација одржана је 22. јуна, са 800–900 људи окупило се на 73. годишњицу инвазије Немачког Рајха на Совјетски Савез. Демонстранти су изразили исту забринутост у вези са војним операцијама украјинске владе у борби против сепаратистичких побуњеника у Доњецкој области. Истовремено, око 1.000 људи окупило се за забрану Комунистичке партије Украјине и проруских демонстрација. Неки од учесника овог митинга приближили су се месту одржавања поменутих проруских демонстрација. Уследио је вербални сукоб у којем су учествовали учесници оба скупа. Полицајци који су пратили проукрајинске демонстранте растерали су масу. Због тога је 30 активиста обе групе привремено приведено. Начелник огранка Министарства унутрашњих послова у Харковској области рекао је 28. јуна да је око 200 полицајаца отпуштено од марта због „кршења закона“, а многи од њих имају „сепаратистичке ставове“. Он је такође рекао да је интервенција полиције 22. јуна успела да „спречи покоље“, а да су активисти Евромајдана и Антимајдана покушавали да „дестабилизују ситуацију“. Поред тога, гувернер Харковске области Ихор Балута написао је на својој Фејсбук страници да је 314 „активних сепаратиста“ ухапшено у Харкову од 6. априла. Још један протест око 300 активиста украјинског јединства одржан је 22. јула. Окупили су се испред зграде РСА са заставама Европске уније, НАТО-а и Украјине и поручили да желе да спрече да се рат у региону Донбаса прошири на Харковску област. Они су тражили да се забрани окупљања сепаратиста и комуниста у граду Харкову. 29. јула покушано је да се уништи важан мост у селу Хрушуваха. Мост није оштећен у покушају, али РСА Харкова је саопштила да постоје и друге завере за извођење „терористичких напада“ у Харковској области.
Градоначелник Харкова, Генадиј Кернес, дао је слободу града двојици руских држављана на седници градског већа 6. августа. То је забрињавало неке људе у граду, што је изазвало протесте око стотину људи испред зграде градске управе. Полиција је обуздала демонстранте, који су покушали насилно да уђу у зграду. Демонстранти и полиција су преговарали, и на крају је петорици демонстраната дозвољено да уђу у градску управу да изнесу своје притужбе. Харков је остао миран наредних неколико дана, до 10. августа. Тог дана се око 150 људи окупило испред градске управе и захтевало прекид владине војне операције у региону Донбаса. Одржан је и контрапротест на коме је око 300 људи изразило подршку владиној војној опозицији, позивајући на распуштање градске управе и смену градоначелника. Отприлике стотину демонстраната који су се борили против Мајдана окупило се 17. августа на Тргу слободе да протестује против корупције у Украјини. Један од говорника на протесту рекао је да је најбољи начин за борбу против корупције стварање "локалне регионалне владе", јер би то елиминисало потребу за "подмићивањем министара у Кијеву". У истовременим протестима на истом тргу 250 проевромајданских демонстраната је изразило подршку лустрацији и против олигархије. Проевромајдански демонстранти су такође прикупљали новац за Оружане снаге Украјине, као и за избеглице које беже од рата у Донбасу. Одлуком суда у Харкову забрањен је планирани заједнички митинг Комунистичке партије Украјине и организације „Југоисток“ за 23. август. Сам „Југоисток“ је забрањен 20. августа, јер га је суд у Харкову оценио као „претњу суверенитету Украјине и безбедности њеног народа“. Око 500 људи је марширало 23. августа у знак сећања на Дан државне заставе и Европски дан сећања на жртве стаљинизма и нацизма; један од њихових захтева био је и распуштање градске управе. Испред руског конзулата у Харкову 28. августа одржан је мирни скуп активиста украјинског јединства. Демонстрацијама је присуствовало око 400 људи. Учесници су рекли да су забринути због руске интервенције у рату у Донбасу. Полиција је касније распршила демонстрације након што су на конзулат бачене шок гранате.
Једно од највећих окупљања присталица украјинског јединства у последњих неколико месеци одржано је у Харкову 28. септембра. Око 14:30, разнолика [наведите] гомила од 2.000 људи састала се испред Опере. Демонстрације је предводио паравојни батаљон Азов. Маса је потом кренула ка Тргу слободе, где се налазила статуа Владимира Лењина. Статуа је раније ове године била место окупљања проруских демонстраната. До тада је гомила достигла 5.000 људи. Статуу Лењина демонстранти су срушили у 22:40, убрзо након што је гувернер области Игор Балута потписао наређење да се статуа демонтира. Крајем октобра, гувернер Балута је признао да мисли да већина становника града није желела да се статуа уклони, али је рекао да „и после тога једва да је било протеста, што је прилично речито“.
Од почетка новембра до средине децембра, Харков је погођен са седам несмртоносних бомби. Мете ових напада укључивале су рок паб познат по прикупљању новца за украјинске снаге, болницу за украјинске снаге, војни центар за регрутацију и базу Националне гарде. Према истражитељу СБУ Василију Вовку, руске тајне снаге су стајале иза напада и намеравале су да дестабилизују иначе миран град Харков.

### Одеска област
Демонстрације су почеле 1. марта у Одеској области. Полиција је известила да је тог дана 5.000 људи учествовало у проруским демонстрацијама у граду Одеси.
Демонстрације су се наставиле, а 3. марта 2014. 200–500 демонстраната са руским заставама покушало је да заузме зграду Одеске обласне државне администрације. Тражили су да се одржи референдум о успостављању „Одеске аутономне републике“.
Интернет група у Одеској области је 16. априла наводно прогласила Народну Републику Одеску. Чланови одеске протестне групе против Мајдана касније су се заклели да нису давали такву изјаву, а лидери групе су рекли да су о томе чули само преко медија. Посматрачка мисија ОЕБС-а у Украјини је касније потврдила да је ситуација у Одеси остала мирна.
Локални антимајдански и проевромајдански лидери у Одеској области изразили су скептицизам у вези са Женевским саопштењем о Украјини од 20. априла. Лидери антимајдана су инсистирали на томе да не циљају на отцепљење, већ на успостављање шире федералне државе под називом „Новоросија“ унутар Украјине.[206]
Ручна бомба је бачена из аутомобила у пролазу на контролни пункт самоодбране полиције и Мајдана у близини Одесе 25. априла, при чему је повређено седам људи, што је изазвало повећане тензије у региону.

#### Сукоби у центру града и даљи догађаји
Недељу дана касније, 2. маја, митинг око 1.500 провладиних демонстраната, укључујући фудбалске ултраше, напала је видљиво мања група наводних проруских милитаната пендрецима и шлемовима. Обе стране су се сукобиле на улицама центра Одесе, градећи барикаде, бацајући бензинске бомбе и пуцајући једна на другу из аутоматског оружја.
Демонстранти против Мајдана су касније били преплављени много већом групом украјинских демонстраната, приморавајући их да се повуку и заузму Дом синдиката. Док су бранили зграду, милитанти на крову бацали су камење и бензинске бомбе на демонстранте испод, који су узвратили сопственим бензинским бомбама. Зграда се тада запалила. Укупно су током сукоба погинуле 43 особе. Тридесет и један је погинуо док је био заробљен у запаљеном Дому синдиката. Полиција је саопштила да су најмање три особе убијене.
Након сукоба, 4. маја, главни уред Министарства унутрашњих послова у Одеси напали су проруски демонстранти. Тражили су ослобађање својих "другова" који су учествовали у сукобима. Полиција је то поступила, што је резултирало ослобађањем 67 ухапшених. До 5. маја ситуација у Одеси се смирила, иако је атмосфера остала изузетно напета.
Шездесетак људи окупило се на Куликовом пољу да обележе пожар од 2. маја 13. јула. Демонстрације су биле мирне. Још једна демонстрација на терену истог дана окупила је око 120 људи. Они су скандирали „Донбас, ми смо уз тебе“, у вези са ратом у Донбасу који је у току. Градоначелник Одесе Генадиј Труханов рекао је посматрачима ОЕБС-а 23. јула да су „тензије у основи“ сукоба од 2. маја и даље у граду и да се плаши за безбедност града.
Одесу је у децембру 2014. погодило шест експлозија бомби, од којих је једна убила једну особу (повреде које је задобила жртва указују на то да је баратао експлозивом). Саветник Министарства унутрашњих послова Зорјан Шкиријак рекао је 25. децембра да су Одеса и Харков постали „градови који се користе за ескалацију тензија“ у Украјини. Шкирјак је рекао да сумња да су ови градови издвојени због њиховог „географског положаја“.
Служба безбедности Украјине тврди да је у априлу 2015. спречила проглашење такозване „Бесарабске Народне Републике“. Према безбедносној служби, сепаратистичка мрежа која стоји иза ње такође је желела да оснује „Народну Републику Одесу“, „Порто-Франко“ и друге отцепљене ентитете.

## Највећи протести по датуму и присуству
Доњи графикони показују локације, датуме и стопу посећености проруских протеста у Украјини, као и проукрајинских контрапротеста.

### Проруски протести
| Protests by region                                          | City         | Peak attendees | Date            | References                      |
| ----------------------------------------------------------- | ------------ | -------------- | --------------- | ------------------------------- |
|                                                             | Севастопољ   | 15,000–25,000  | 23. фебруар     | [ 270 ] [ 271 ] [ 272 ] [ 273 ] |
| Керч                                                        | 200          | 24. фебруар    | [ 274 ]         |                                 |
| Симферопољ                                                  | 5,000        | 26. фебруар    | [ 275 ]         |                                 |
| Одеса                                                       | 10,000       | 1 Март         | [ 276 ]         |                                 |
| Маријупољ                                                   | 2,000–5,000  | 1 Март         | [ 277 ] [ 278 ] |                                 |
| Дњепропетровск                                              | 1,000–3,000  | 1 Март         | [ 279 ]         |                                 |
| Николајев                                                   | 5,000–6,000  | 2 Март         | [ 280 ]         |                                 |
| Херсон                                                      | 400          | 2 Март         | [ 281 ]         |                                 |
| Луганск                                                     | 10,000       | 9 Март         | [ 282 ]         |                                 |
| Доњецк                                                      | 2,000–15,000 | 6. април       | [ 283 ] [ 284 ] |                                 |
| Харков                                                      | 2,000        | 6. април       | [ 285 ]         |                                 |
| Запорожје                                                   | 500–5,000+   | 6. април       | [ 286 ]         |                                 |
| Проруски протестни сајтови: 10,000+ 5,000+ 1,000+ 500+ <500 |              |                |                 |                                 |

### Проукрајински контрапротести
| Protests by region                                               | City          | Peak attendees | Date                    | References |
| ---------------------------------------------------------------- | ------------- | -------------- | ----------------------- | ---------- |
|                                                                  | Симферопољ    | 10,000         | 26. фебруар             | [ 287 ]    |
| Дњепропетровск                                                   | 10,000        | 2 Март         | [ 288 ]                 |            |
| Суми                                                             | 10,000+       | 2 Март         | [ 289 ] [ 290 ] [ 291 ] |            |
| Николајев                                                        | 5,000–10,000  | 2 Март         | [ 292 ]                 |            |
| Кијев                                                            | 8,000         | 2 Март         | [ 292 ]                 |            |
| Запорожје                                                        | 5,000+        | 2 Март         | [ 293 ] [ 294 ]         |            |
| Чернигов                                                         | 2,000+        | 2 Март         | [ 291 ]                 |            |
| Житомир                                                          | 2,000         | 2 Март         | [ 291 ]                 |            |
| Полтава                                                          | 1,000+        | 2 Март         | [ 290 ]                 |            |
| Севастопољ                                                       | 300+          | 9 Март         | [ 295 ] [ 296 ]         |            |
| Кропивницки                                                      | 100           | 9 Март         | [ 297 ]                 |            |
| Херсон                                                           | 300           | 22 Март        | [ 298 ] [ 299 ]         |            |
| Одеса                                                            | 10,000–15,000 | 30 Март        | [ 300 ]                 |            |
| Краматорск                                                       | 200           | 30 Март        | [ 301 ]                 |            |
| Луганск                                                          | 1,000         | 13. април      | [ 302 ]                 |            |
| Доњецк                                                           | 5,000–7,000   | 17. април      | [ 303 ] [ 304 ]         |            |
| Краматорск                                                       | 1,000         | 17. април      | [ 305 ]                 |            |
| Криви Рог                                                        | 10,000+       | 19. април      | [ 306 ]                 |            |
| Маријупољ                                                        | 1,000+        | 23. април      | [ 307 ]                 |            |
| Харков                                                           | 7,000         | 23. април      | [ 308 ]                 |            |
| Проукрајински протестни сајтови: 10,000+ 5,000+ 1,000+ 500+ <500 |               |                |                         |            |